# ФК Шорокшар
ФК Шорокшар (мађ. Soroksár FC), је мађарски фудбалски клуб из Пештержебет, Будимпешта, Мађарска.

## Историја клуба
ФК Шорокшар је дебитовао у првој мађарској лиги у сезони 1932/33. и првенство завршио на дванаестом месту.

## Успеси клуба
- Куп Мађарске у фудбалу:
  - Победник (1) :1933/34.

### Учешће у етитпм такмичењу
ФК Шорокшар је десет пута био учесник прве мађарске лиге у фудбалу. Прво учешће у елитној лиги клуб имао у сезони 1932/33. а задње учешће у сезони 1953.
- Прва лига Мађарске у фудбалу (1932–1953)

| сезона  | позиција  | сезона  | позиција  | сезона  | позиција  | сезона  | позиција  | сезона  | позиција  |
| ------- | --------- | ------- | --------- | ------- | --------- | ------- | --------- | ------- | --------- |
| 1932-33 | 12. место | 1934-35 | 7. место  | 1935-36 | 11. место | 1936-37 | 14. место | 1945-46 | 11. место |
| 1946-47 | 14. место | 1948-49 | 12. место | 1949-50 | 15. место | 1951    | 13. место | 1953    | 14. место |

### Историја имена клуба
- 1911–1913 Шорокшар атлетски клуб (Soroksári Athletikai Club)
- 1919–1920 Шорокшар телесно вежбалачки круг радника (Soroksári Munkások Testgyakorló Köre)
- 1920–1926 Шорокшар атлетски клуб (Soroksári Atlétikai Club)
- 1926–1935 ФК Шорокшар (Soroksár FC)
- 1935–1936 ФК Ержебет−Шорокшар (Erzsébet-Soroksár FC)
- 1937–1945 Шорокшар АК (Soroksári AC)
- 1945 Шорокшар МАДИС (Soroksári MADISZ)
- 1945–1948 ЕрШо МаДИС (ErSo MaDISz)
- 1948–1949 Шорокшар Јединство СЕ (Soroksári Egység SE)
- 1949–1950 Шорокшар Текстил СК (Soroksári Textil SK)
- 1950–1957 Црвена застава Шорокшар текстил (Soroksári Textiles Vörös Lobogó)
- 1957–1968 Шорокшар АК (Soroksári AC)